# Жан-Люк Домпе
Жан-Люк Домпе (фр. Jean-Luc Dompé, нар. 12 серпня 1995, Арпажон) — французький футболіст малійського походження, фланговий півзахисник німецького «Гамбурга».

## Клубна кар'єра
Народився 12 серпня 1995 року в місті Арпажон. Вихованець футбольної школи клубу «Валансьєнн». З 2012 року став виступати за резервну команду, а 2014 року був заявлений за основну команду, в якій у сезоні 2014/15 зіграв 17 ігор у Лізі 2.
Влітку 2015 року Жан-Люк підписав контракт з бельгійським «Сент-Трюйденом», але провівши там лише півроку перебрався в інший місцевий клуб «Стандард» (Льєж). Відіграв за команду з Льєжа наступний сезон своєї ігрової кар'єри і забив гол у переможному фінальному матчі Кубка Бельгії 2015/16. Втім через конфлікт з головним тренером Янніком Феррерою, у другій половині сезону 2016/17 грав на правах оренди за бельгійський «Ейпен», а сезон 2017/18 провів в оренді у французькому «Ам'єні», але в обох клубах майже не грав.
У червні 2018 року підписав дворічний контракт з «Гентом». Дебютував у новій команді 27 липня 2018 року в грі чемпіонату проти «Стандарда» (Льєж), і в цій грі віддав гольовий пас на Романа Яремчука, допомігши своїй команді виграти 3:2. 1 травня 2019 року Домпе знову забив у фіналі Кубка Бельгії, але цього разу його команда програла 1:2 «Мехелену» і не здобула трофей. За півтора сезону відіграв за команду з Гента 25 матчів в національному чемпіонаті.
31 січня 2020 року перейшов до «Зюлте-Варегема».

## Виступи за збірну
2015 року у складі юнацької збірної Франції (U-20) став переможцем Турніру в Тулоні і взяв участь у 6 іграх.

## Статистика виступів

### Статистика клубних виступів
Станом на 1 червня 2017
| Сезон                       | Команда                     | Чемпіонат                   | Чемпіонат | Чемпіонат | Національний кубок | Національний кубок | Національний кубок | Континентальні кубки | Континентальні кубки | Континентальні кубки | Інші змагання | Інші змагання | Інші змагання | Усього | Усього |
| Сезон                       | Команда                     | Ліга                        | Ігор      | Голів     | Ліга               | Ігор               | Голів              | Ліга                 | Ігор                 | Голів                | Ліга          | Ігор          | Голів         | Ігор   | Голів  |
| --------------------------- | --------------------------- | --------------------------- | --------- | --------- | ------------------ | ------------------ | ------------------ | -------------------- | -------------------- | -------------------- | ------------- | ------------- | ------------- | ------ | ------ |
| 2014–15                     | «Валансьєнн»                | Л2                          | 17        | 0         | КФ+КЛ              | 3+1                | 0                  |                      | -                    | -                    | -             | -             | -             | 21     | 0      |
| 2015–16                     | «Сент-Трюйден»              | ПЛ                          | 13        | 1         | КБ                 | 1                  | 0                  | -                    |                      |                      | -             | -             | -             | 14     | 1      |
| 2015–16                     | «Стандард» (Льєж)           | ПЛ                          | 8         | 1         | КБ                 | 2                  | 1                  | ЛЄ                   | 0                    | 0                    | -             | -             | -             | 10     | 2      |
| 2016–17                     | «Стандард» (Льєж)           | ПЛ                          | 7         | 0         | КБ                 | 0                  | 0                  | ЛЄ                   | 2                    | 0                    | -             | -             | -             | 9      | 0      |
| Усього за «Стандард» (Льєж) | Усього за «Стандард» (Льєж) | Усього за «Стандард» (Льєж) | 15        | 1         |                    | 2                  | 1                  |                      | 2                    | 0                    |               | -             | -             | 19     | 2      |
| 2016–17                     | «Ейпен»                     | ПЛ                          | 7         | 0         | КБ                 | 0                  | 0                  | -                    | -                    | -                    | -             | -             | -             | 9      | 0      |
| Усього за кар'єру           | Усього за кар'єру           | Усього за кар'єру           | 47        | 2         |                    | 8                  | 2                  |                      | 2                    | 0                    |               | -             | -             | 57     | 4      |

## Титули і досягнення
- Володар Кубка Бельгії (1):

«Стандард» (Льєж): 2015-16